# Formula TT 1982

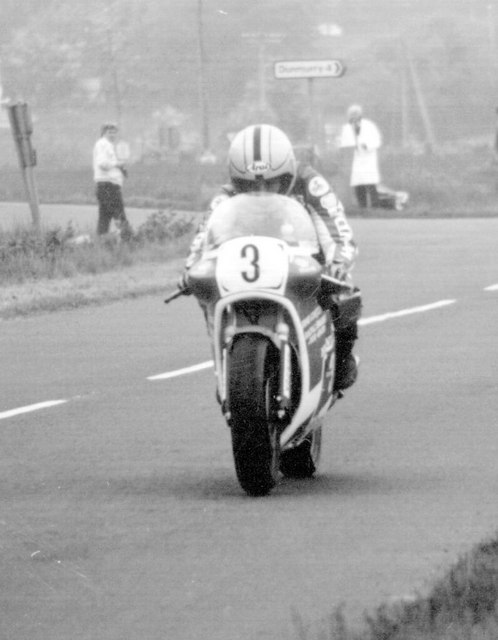
Joey Dunlop 1982 beim Ulster Grand Prix

Die Formula-TT-Saison 1982 war die sechste in der Geschichte der Formula TT und wurde von der Fédération Internationale de Motocyclisme als offizielle Weltmeisterschaft ausgeschrieben.
Sowohl in der TT-F1-Klasse als auch in der TT-F2-Klasse wurden drei Rennen ausgetragen.

## Punkteverteilung
| Punktewertung | Punktewertung | Punktewertung | Punktewertung | Punktewertung | Punktewertung | Punktewertung | Punktewertung | Punktewertung | Punktewertung | Punktewertung |
| ------------- | ------------- | ------------- | ------------- | ------------- | ------------- | ------------- | ------------- | ------------- | ------------- | ------------- |
| Platz         | 1             | 2             | 3             | 4             | 5             | 6             | 7             | 8             | 9             | 10            |
| Punkte        | 15            | 12            | 10            | 8             | 6             | 5             | 4             | 3             | 2             | 1             |

In die Wertung kamen alle erzielten Resultate.

## Wissenswertes
- Die Formula TT wurde 1982 erstmals nur noch in zwei Klassen ausgeschrieben.
  - In der TT-F1-Klasse waren Viertakter von 600 bis 1000 cm³ Hubraum und Zweitakter mit Hubräumen von 350 bis 500 cm³ erlaubt.
  - In der TT-F2-Klasse waren Viertakter von 400 bis 600 cm³ Hubraum und Zweitakter mit Hubräumen von 250 bis 350 cm³ erlaubt.

## TT-F1-Klasse

### Rennergebnisse
|   | Datum  | Rennen                | Strecke         | Platz 1       | Platz 2     | Platz 3       |
| - | ------ | --------------------- | --------------- | ------------- | ----------- | ------------- |
| 1 | Juni   | 64. Isle of Man TT    | Mountain Course | Ron Haslam    | Joey Dunlop | Dave Hiscock  |
| 2 | 04.07. | Portugal              | Vila Real       | Wayne Gardner | Joey Dunlop | Geoff Johnson |
| 3 | 21.08. | 53. Ulster Grand Prix | Dundrod         | Ron Haslam    | Joey Dunlop | Wayne Gardner |

### Fahrerwertung
| 1 | Joey Dunlop    | Honda    | 36 |
| 2 | Ron Haslam     | Honda    | 30 |
| 3 | Dave Hiscock   | Suzuki   | 26 |
| 4 | Wayne Gardner  | Honda    | 25 |
| 5 | Geoff Johnson  | Kawasaki | 24 |
| 6 | Bernard Murray | Kawasaki | 12 |
| 7 | Danny Shimmin  | Suzuki   | 8  |
| 8 | Asa Moyce      | Kawasaki | 7  |
| 9 | Tony Rutter    | Ducati   | 6  |

| 10 | Dominique Auguin | Honda    | 5 |
|    | Sam McClements   | Suzuki   | 5 |
| 12 | Alan Jackson sr. | Suzuki   | 4 |
| 13 | Jim Wells        | Kawasaki | 3 |
| 14 | Bill Smith       | Honda    | 2 |
|    | Miguel Sousa     | Honda    | 2 |
| 16 | Frank Rutter     | Honda    | 1 |
|    | Patrick Vella    | Honda    | 1 |
|    | Mark Salle       | Kawasaki | 1 |

## TT-F2-Klasse

### Rennergebnisse
|   | Datum  | Rennen                | Strecke         | Platz 1     | Platz 2         | Platz 3        |
| - | ------ | --------------------- | --------------- | ----------- | --------------- | -------------- |
| 1 | Juni   | 64. Isle of Man TT    | Mountain Course | Tony Rutter | Steve Moynihan  | Phil Odlin     |
| 2 | 04.07. | Portugal              | Vila Real       | Tony Rutter | Rainer Nagel    | Alex George    |
| 3 | 21.08. | 53. Ulster Grand Prix | Dundrod         | Tony Rutter | Donnie Robinson | George Fogarty |

### Fahrerwertung
| 1  | Tony Rutter     | Ducati  | 45 |
| 2  | Rainer Nagel    | Ducati  | 16 |
| 3  | Phil Odlin      | Yamaha  | 16 |
|    | George Fogarty  | Ducati  | 16 |
| 5  | Steve Moynihan  | Yamaha  | 15 |
| 6  | Billy Hill      | Honda   | 13 |
| 7  | Donnie Robinson | Yamaha  | 12 |
| 8  | Alex George     | Ducati  | 10 |
| 9  | John Caffrey    | Ducati  | 10 |
| 10 | Malcolm Wheeler | Laverda | 8  |
| 11 | Gerhard Vogt    | Yamaha  | 6  |

| 12 | Dave Kirby         | Honda  | 5 |
|    | Ronan Sherry       | Yamaha | 5 |
| 14 | John Stephens      | Honda  | 4 |
|    | Roland Porzgen     | Yamaha | 4 |
| 16 | Hans-Otto Butenuth | Ducati | 3 |
|    | Antonio Texeira    | Honda  | 3 |
| 18 | Geoff Johnson      | Yamaha | 2 |
|    | Joao Farinha       | Honda  | 2 |
| 20 | Howard Lees        | Ducati | 1 |
|    | Steve Sutton       | Yamaha | 1 |